# 핀델바흐역
핀델바흐역(독일어: Findelbach)은 스위스 발레주 체르마트 리조트와 고르너그라트 정상을 연결하는 고르너그라트 철도의 기차역이다. 역은 평균 해발 1,770m에 있는 체르마트 시정촌에 위치해 있다.
화물역은 핀델바흐에서 짧은 지선의 끝에 위치해 있다.

## 갤러리

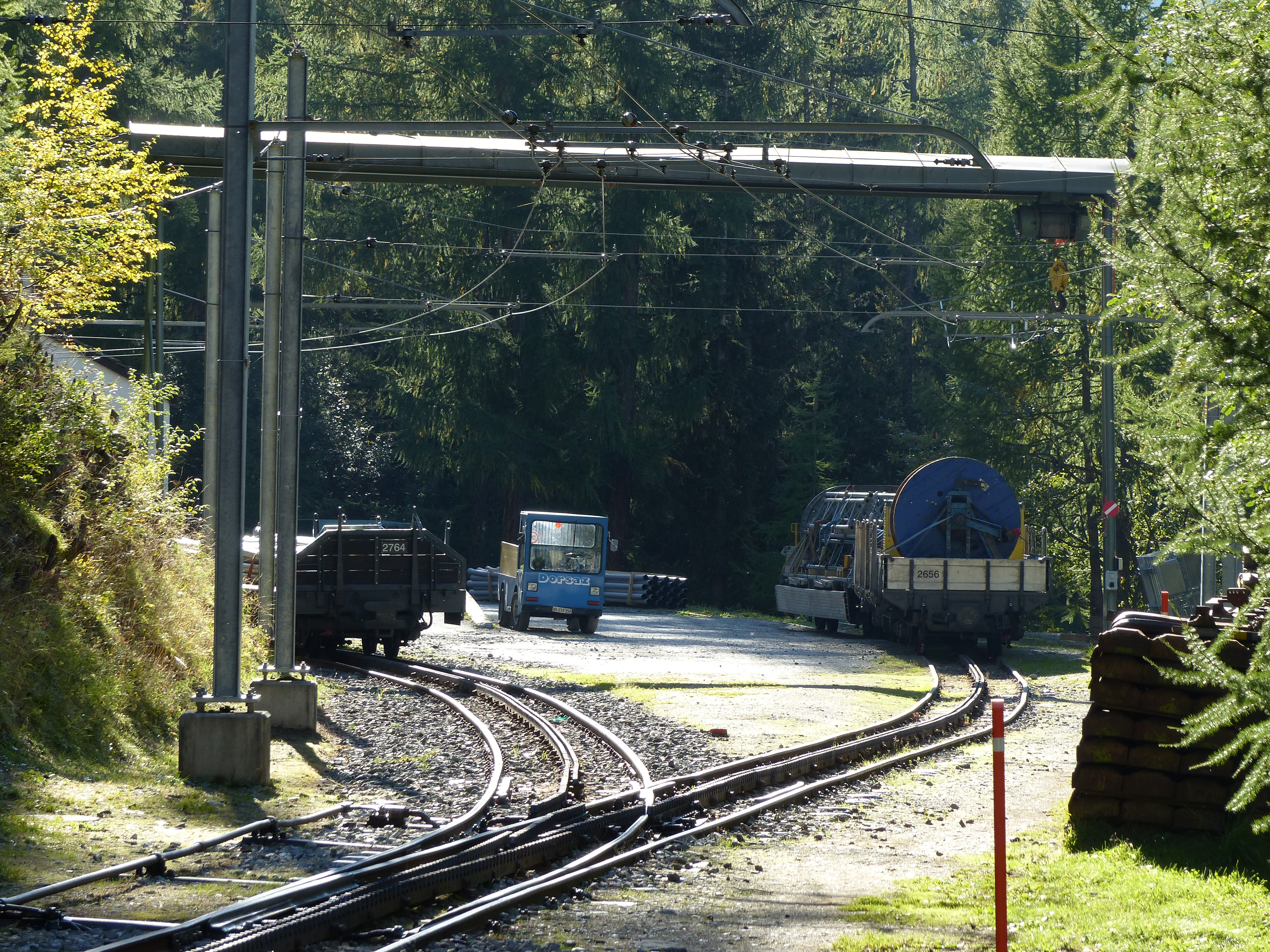
화물역으로 갈라지는 지선
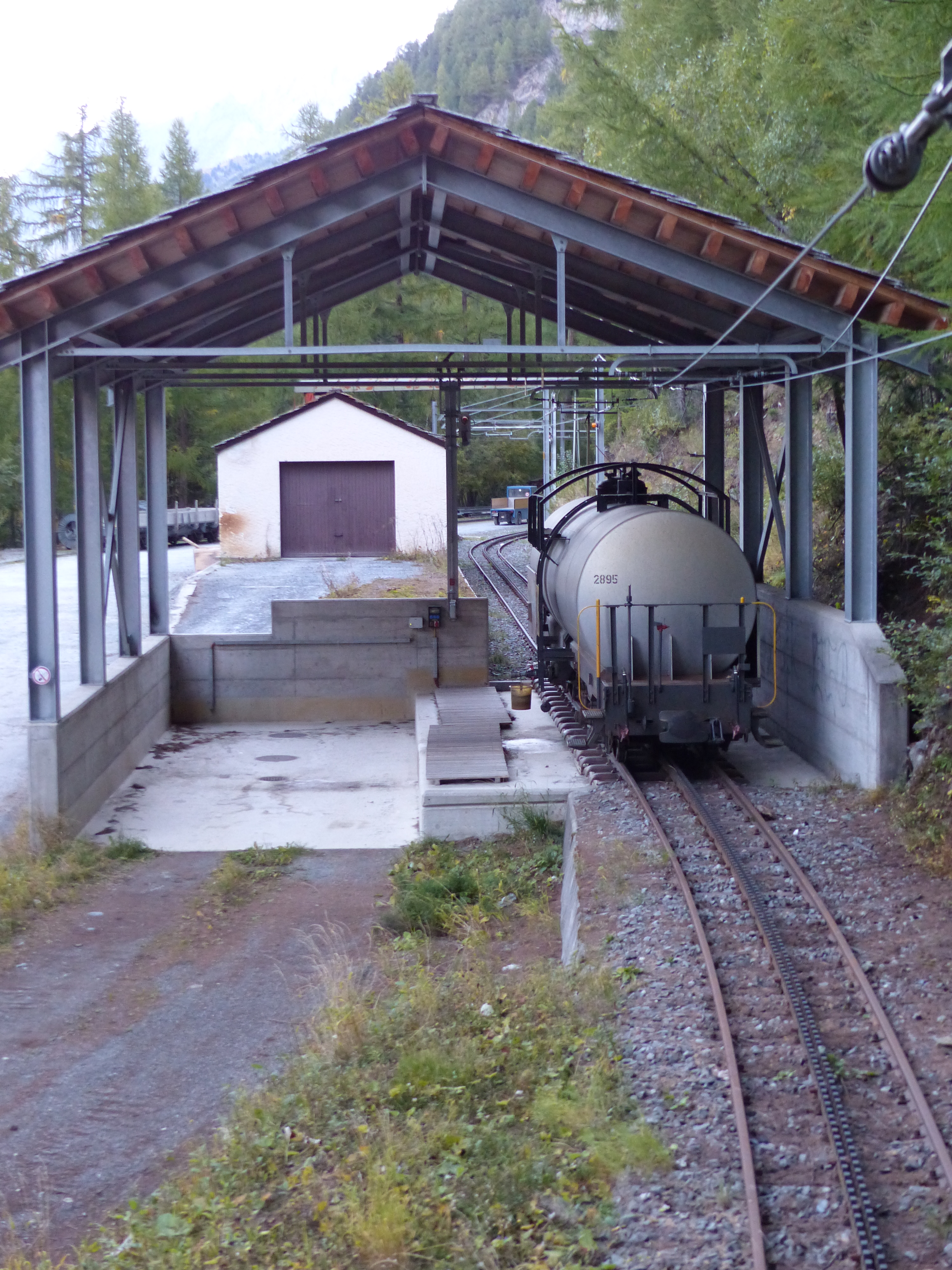
화물역
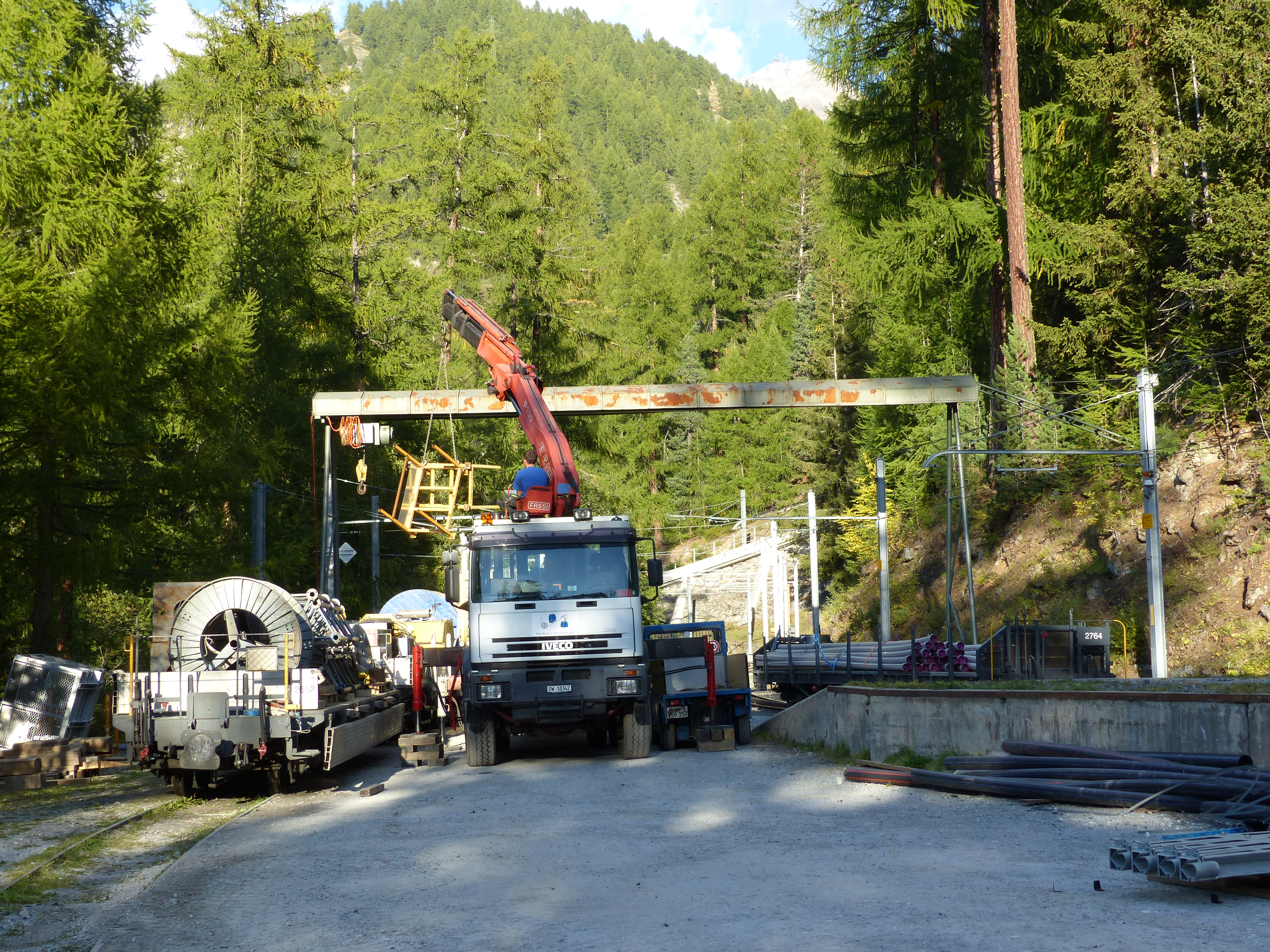
화물역